# NGC 4716
NGC 4716 est une galaxie lenticulaire située dans la constellation de la Vierge. Sa vitesse par rapport au fond diffus cosmologique est de 4 811 ± 79 km/s, ce qui correspond à une distance de Hubble de 71,0 ± 5,1 Mpc (∼232 millions d'al). NGC 4716 a été découverte par l'astronome allemand Wilhelm Tempel en 1882.

## Supernova
La supernova SN 1981F a été découverte le 30 mai 1981 dans NGC 4716 par Marina Wischnjewsky. Cette supernova était de type Ia.

## Groupe de NGC 4760

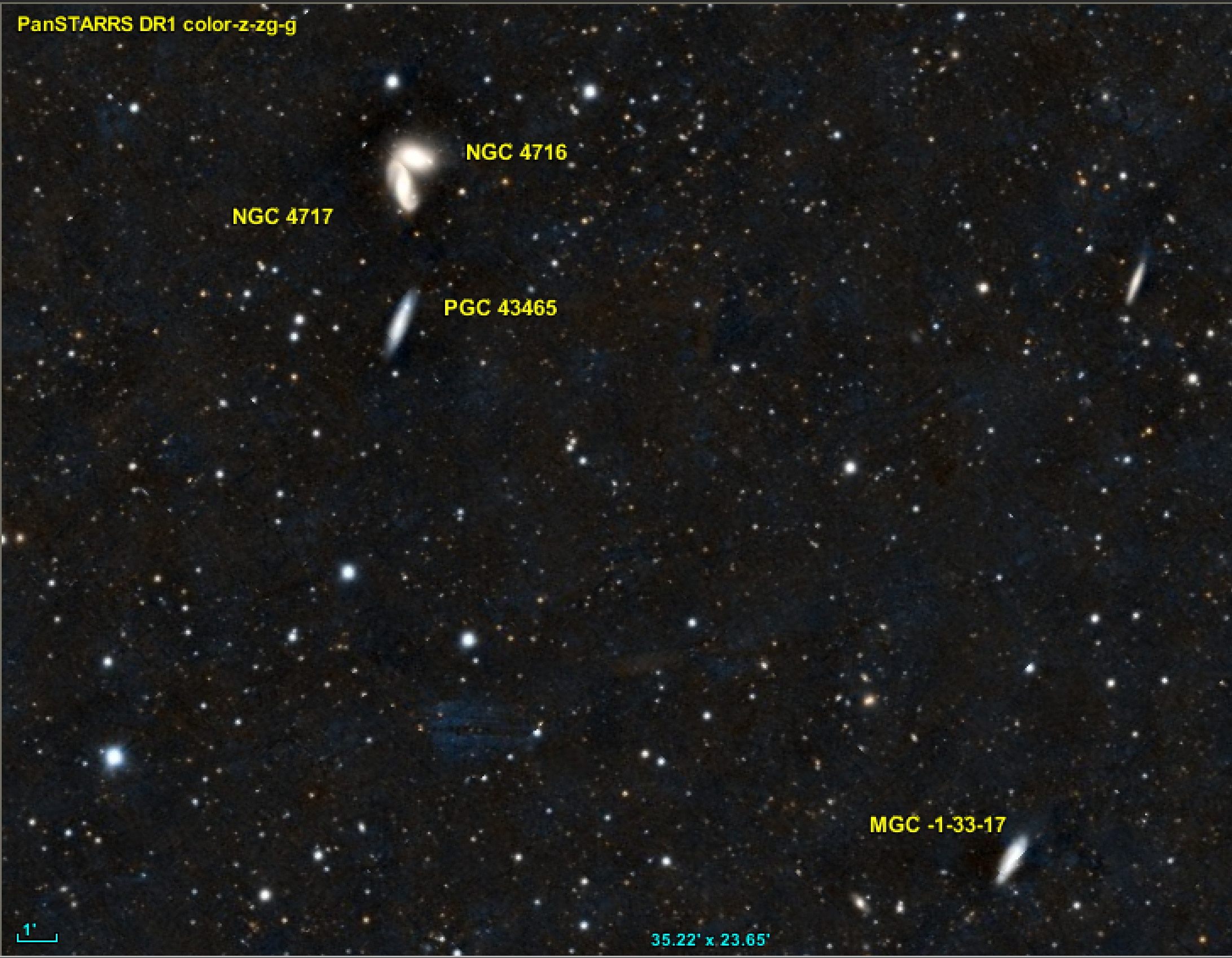
Le triplet de galaxies NGC 4716, NGC 4717, PGC 43465 et quatre des galaxies du groupe de NGC 4760. La galaxie NGC 4760 est un peu plus au sud et en dehors du cadre de l'image.

Selon A.M. Garcia, NGC 4716 fait partie du groupe NGC 4760. Ce groupe de galaxies compte au moins quatre membres. Les trois autres galaxies du groupe sont NGC 4717, NGC 4760 et MCG -1-33-17. D'autre part, NGC 4716, NGC 4717 et PGC 43465 forment un triplet de galaxies,. Le groupe de NGC 4760 compte donc au moins cinq galaxies.